# Adolf Zschunke
Adolf Zschunke (* 14. Juli 1937 in Leipzig) ist ein deutscher Chemiker, der einer der Pioniere in der Anwendung der NMR-Spektroskopie zur Strukturaufklärung in Deutschland ist.

## Leben
Adolf Zschunke studierte von 1957 bis 1962 Chemie an der Universität Leipzig, wo er 1962 bei W. Treibs eine Diplomarbeit zum Thema „Synthese und spektroskopische Untersuchungen von Schiff-Basen einiger Azulene“ anfertigte.
Von 1962 bis 1971 lehrte und forschte er als Assistent am Institut für Physik der Universität Leipzig, wo er 1971 bei M. Mühlstädt und A. Lösche mit einer Arbeit über die Mannich-Reaktion zum Dr. rer. nat. promovierte. Ab 1971 war Zschunke Hochschuldozent an der Martin-Luther-Universität Halle-Wittenberg.
Im Jahr 1976 erlangte er seine Habilitation (seinerzeit Dr. sc. nat.) an der Universität Leipzig mit einer Arbeit über NMR-Spektroskopie. Im Jahr 1975 wurde er an der MLU Halle Leiter der Arbeitsgruppe für Kernresonanzspektroskopie, 1984 wurde er zum Professor für Analytische Chemie an der Humboldt-Universität zu Berlin berufen, 1992 wurde er von der HU Berlin wiederberufen zum Professor für Analytische- und Umweltchemie. An der HU war Zschunke zudem Prorektor und amtierte nach der Kündigung des Rektors Heinrich Fink von Ende 1991 bis zur ersten Präsidentenwahl im Juli 1992 als Rektor der Universität.
Ab 1994 war er an der Bundesanstalt für Materialforschung Leiter der Abteilung für Analytische Chemie und Referenzmaterialien und „S-Professor“ an der Humboldt-Universität. Im Jahr 2002 wurde Zschunke emeritiert.

## Veröffentlichungen
- (als Hrsg.): Reference materials in analytical chemistry: a guide for selection and use, Springer-Verlag: Berlin; Heidelberg; New York etc. 2000, (Reihe Springer series in materials science, Band 40), ISBN 3-540-66776-8.

- Molekülstruktur: Form, Dynamik, Funktionalität, Spektrum Akademischer Verlag, Heidelberg; Berlin; Oxford 1993, ISBN 3-86025-014-0.

- Kernmagnetische Resonanzspektroskopie in der organischen Chemie, 2. bearbeitete Auflage 1977 (erste Auflage 1971), Berlin: Akademie-Verlag Berlin 1977, (Reihe: Wissenschaftliche Taschenbücher, Bd. 88, Übersetzungen ins Russische und Polnische).

## Auszeichnungen und Ehrungen
- 1979 Friedrich-Wöhler-Preis der Chemischen Gesellschaft der DDR
- 1997 Ehrendoktor der Universität Rostow am Don